# PT-71
PT-71, pomoćni teretni brod u sastavu Hrvatske ratne mornarice
Porinut je 1956. u Trogiru kao Meduza, dio serije pomoćnih teretnih brodova. Kasnije je preinačen u vodonosca i uglavnom se koristio za dostavu vode na otoke. Od Jugoslavenske ratne mornarice zarobljen je 1991. u Šibeniku dok se nalazio na remontu. 
Pokreće ga jedan dizelski motor snage 684 kW što mu omogućuje maksimalnu brzinu od 10 čv. Od naoružanja je imao jedan Bofors kalibra 40 mm i jedan 20 mm koji su kasnije skinuti. Nosivost mu je 350 t vode.
Nalazi se u sastavu 1. divizijuna Obalne straže Republike Hrvatske.